# Сахарная промышленность Украины
Сахарная промышленность — одна из старейших и важнейших отраслей пищевой промышленности, продукция которой до 1914 года, наряду с зерном, являлась важнейшим предметом экспорта. Являлась одним из основных локомотивов индустриальной революции в Украине.
В Украине сахар производится в основном из сахарной свеклы. С середины 1950-х годов некоторая часть (со временем её доля росла, теперь до 35%) — также из сахарного тростника, привозимого с Кубы. Более половины сахара в Украине потребляет население, часть составляет сырье для ряда отраслей пищевой промышленности.

## История
Первый сахарный завод в Украине был основан в 1824 году князем Юзефом Понятовским в Бучаке недалеко от Канева.
В сезон 1825/26 годов в поселке Макошино Черниговской губернии дал продукцию сахарный завод графа Александра Кушелева-Безбородька.
Пионерами отечественного сахаропроизводства стали потомки закрепощенных казаков: Федор Симиренко (1787-1867), в союзе с сыновьями своего тестя братьями Яхненко в 1834 году построили первый в Российской империи паровой песочно-рафинадный завод, в 1848 г. – Городищенский песко. 1846 г. машиностроительный завод в Млиеве, где производилось оборудование и машины для сахарных заводов, а также построены первые на Днепре металлические пароходы . Самыми известными из потомков Федора Степановича стали сыновья Платон (1821-1863) и Василий (1835-1915) – знаменитые промышленники, технологи, меценаты украинской культуры.
Внук императрицы Екатерины II, граф Алексей Алексеевич Бобринский (1800-1863), соучредитель первой в Восточной Европе железной дороги между Петербургом и Царским селом (1837). За десять лет построил 4 сахарных завода вблизи Смелы:
- Балаклейский сахарный завод - 1838,
- Грушковский сахарный завод - 1845,
- Капитановский сахарный завод - 1846,
- Смелянский песково-рафинадный завод - 1858 год.

1846 за счет помещиков Тарновских началось сооружение сахарного завода в Парафиевке .
Артемий Терещенко (1794–1873), купец I гильдии из бывшей гетманской столицы Глухова, разбогател на поставках во время Крымской войны, затем увлекся промышленностью. После крестьянской реформы 1861 г., вместе с сыновьями Николой, Федором и Семеном, скупая помещичьи имения, стали одними из крупнейших землевладельцев империи (140 тыс. десятин), имели 10 крупных сахароварений. Выдающиеся общественные деятели и филантропы. В частности, в Киеве они поддерживали практически все художественные и культурные начинания и инициативы. В 1872 году было основано «Общество свеклосахарных и рафинадных заводов братьев Терещенко» и в дальнейшем дела вели трое его сыновей — Николай, Федор и Семен.
Бродские – еврейская династия купцов, известные сахарозаводчики и меценаты.
После 1991-го года независимая Украина потеряла традиционные рынки сбыта своей сахарной продукции, а именно другие постсоветские страны, которые вводили пошлины для защиты собственного сахарного производства. Негативно на отрасли сказывались и нарушенные в результате неудачно проведенной приватизации сахарных заводов хозяйственные связи между производителями и переработчиками сахарной свеклы. Все это привело к тому, что в 1990-е годы сахарная промышленность Украины пережила спад, который в дальнейшем так и не был преодолен. Так, если на момент развала Советского Союза в УССР работали 192 сахарных завода, то в 2009 году на Украине производственный процесс шел лишь на 56 заводах. За тот же период годовая заготовка свеклы упала с 50 до 10-15 млн т, производство свекловичного сахара сократилось с более 5 млн т в год до 1,5-1,9 млн т. Упавшее производство сахара покрывалось импортом, который в среднем до 2005 года составлял 400-450 тыс. т сахара-сырца в год.

## Предприятия
- Андрушёвский сахарный завод
- Ананьевский сахарный завод
- Бобровицкий сахарный завод
- Борщёвский сахарный завод
- Бродецкий сахарный завод
- Бурынский сахарный завод
- Бучачский сахарный завод
- Верхнячский сахарный завод
- Веселоподольский сахарный завод
- Воронежский сахарный завод
- Гайсинский сахарный завод
- Глобинский сахарный завод
- Гнидавский сахарный завод
- Городенковский сахарный завод
- Гороховский сахарный завод
- Грушковский сахарный завод
- Долинский сахарный завод

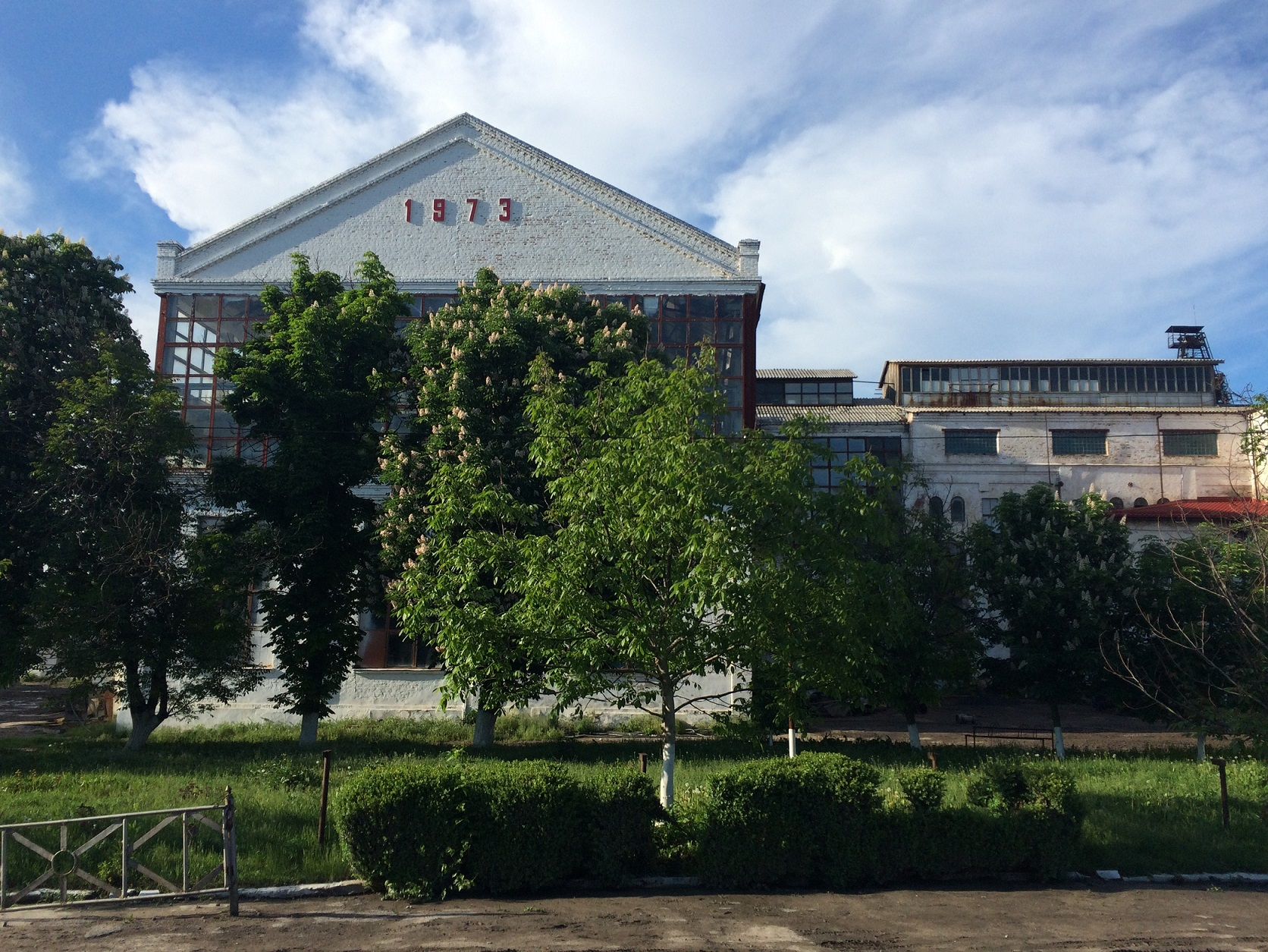
Ильинецкий сахарный завод

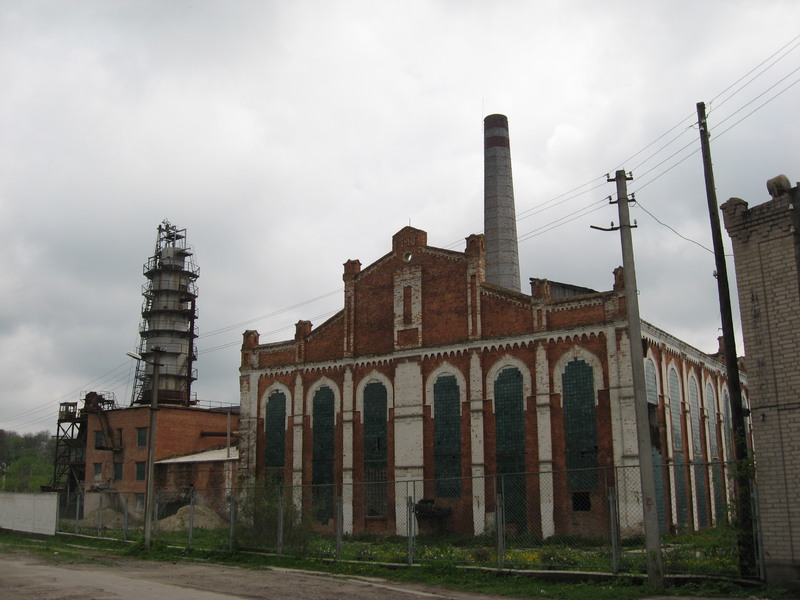
Скоморошковский сахарный завод

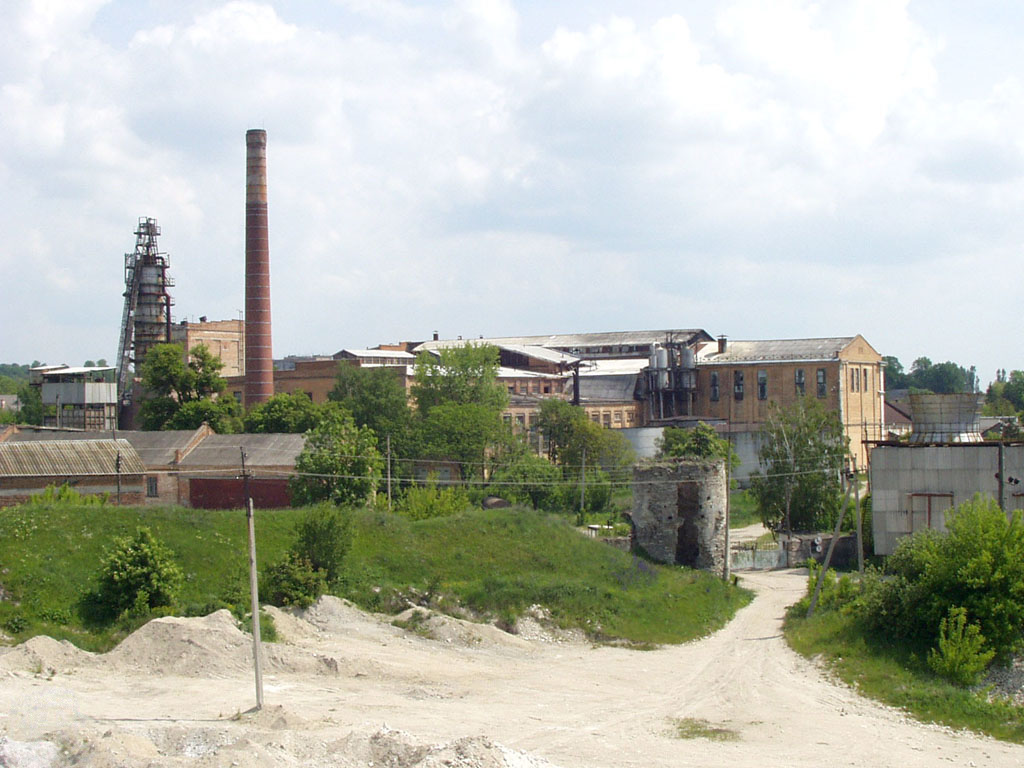
Сатановский сахарный завод

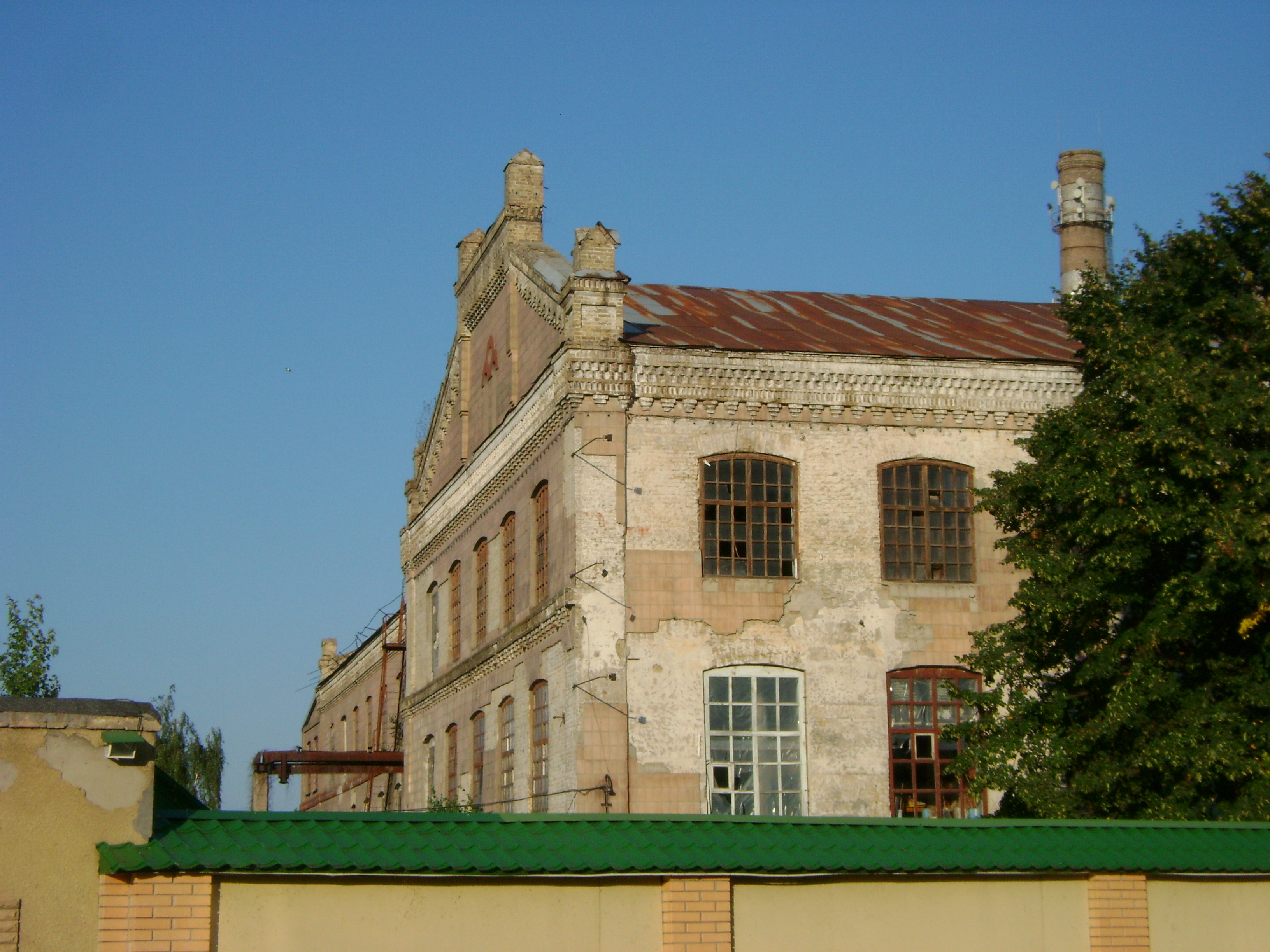
Черкасский сахаро-рафинадный завод

- Добровеличковский сахарный завод (с. Липняжка)

- Дубовязовский сахарный комбинат
- Ждановский сахарный завод
- Засельский сахарный завод
- Зарожанский сахарный завод
- Иваничевский сахарный завод
- Иванопольский сахарный завод
- Ильинецкий сахарный завод
- Каменногорский сахарный завод
- Каменский сахарный завод
- Капитановский сахарный завод
- Карловский сахарный завод
- Кашперовский сахарный завод
- Кириковский сахарный завод
- Кирнасовский сахарный завод
- Кобелякский сахарный завод
- Кожанский сахарный завод
- Корнинский сахарный завод
- Красиловский сахарный завод
- Кременецкий сахарный завод
- Крижопольский сахарный завод
- Купянский сахарный комбинат
- Куяновский сахарный комбинат[3]
- Лановецкий сахарный завод
- Линовицкий сахарный завод "Красный"
- Лохвицкий сахарный завод
- Маловисковский сахарный завод
- Мезеновский сахарный завод
- Юзефо-Николаевский сахарный завод
- Моевский сахарный завод
- Наркевицкий сахарный завод
- Низовский сахарный завод
- Новобыковский сахарный завод
- Новоивановский сахарный завод
- Новооржицкий сахарный завод
- Новоукраинский сахарный завод
- Носовский сахарный завод
- Александрийский сахарный завод
- Орельский сахарный завод
- Пальмирский сахарный завод
- Пархомовский сахарный завод
- Первухинский сахарный завод
- Пивненковский сахарный завод
- Погребищенский сахарный завод
- Савинский сахарный завод
- Саливонковский сахарный завод
- Сальковский сахарный завод
- Сатановский сахарный завод
- Селищанский сахарный завод
- Скоморошковский сахарный завод
- Смелянский сахарный завод
- Соболевский сахарный завод
- Соколовский сахарный завод
- Старинский сахарный завод
- Староконстантиновский сахарный завод
- Степановский сахарный завод
- Сумско-Степановский сахарный комбинат
- Тальновский сахарный завод
- Теофипольский сахарный завод
- Терновский сахарный завод
- Томашпольский сахарный завод
- Угроедский сахарный завод
- Ходоровский сахарный завод
- Чечельницкий сахарный завод
- Чупаховский сахарный завод
- Шалыгинский сахарный завод
- Шамраевский сахарный завод
- Шепетовский сахарный завод
- Шпиковский сахарный завод
- Шполянский сахарный завод
- Шрамковский сахарный завод
- Яготинский сахарный завод
- Яреськовский сахарный завод
- Городище-Пустоваровский сахарный завод
- Сахарный завод имени Цюрупы
- 1-й сахарный завод им. Петровского
- Згуровский сахарный завод
- Чертковский сахарный завод
- Сахарный завод им. Шевченка
- Парафиевский сахарный завод
- Радеховский сахарный завод
- Хоростковский сахарный завод
- Козовский сахарный завод
- Збаражский сахарный завод

### Рафинадные
- Городищенский сахарорафинадный комбинат
- Дружбинский сахарорафинадный завод
- Одесский сахарорафинадный завод
- Сумской рафинадный завод
- Черкасский сахаро-рафинадный завод